# Alexandre Maltauro Neto
Alexandre Maltauro Neto (Alto Bela Vista, 20 aprile 1999) è un giocatore di calcio a 5 brasiliano.

## Carriera
Comincia la carriera calcistica all'età di sei anni nel 2005, giocando nell'Alto Bela Vista Futsal, squadra della sua città, restandovi fino al 2015. Nella stagione 2016-17 è all'AEP Piratuba Futsal e nella stagione 2018-19 all'ACF Concòrdia Futsal. Nel 2020 approda in Italia in Serie A2 e gioca nel Sammichele di Bari, dove conclude la stagione 2019-20. La stagione seguente gioca sempre in Serie A2 nell'Arzignano. Nel 2021-22 gioca in Serie A nel Futsal Pescara. Nella stagione 2022-23 gioca con lo Sporting Altamarca con il quale raggiunge la promozione in Serie A2 Élite. La stagione 2023-24 è ancora con l'Altamarca, e nella stagione 2024-25 gioca con il MestreFenice, ancora in Serie A2 Élite.

## Palmares

### Club

#### Competizioni nazionali
- Promozione in Serie A2 Élite: 1
Sporting Altamarca: 2022-23 (girone A)